# جون بارنويل (سياسي)
جون بارنويل هو سياسي أمريكي، ولد في 15 يوليو 1748، وتوفي في 27 أغسطس 1800. انتخب عضو مجلس ولاية كارولاينا الجنوبية ‏.